# Costinești (Constanța)
Costinești ist eine Gemeinde an der rumänischen Schwarzmeerküste etwa 25 Kilometer südlich der Kreishauptstadt Constanța.
Sie besteht aus den Ortsteilen Costinești, Costinești-Tabara (Costinești-Dorf) und Schitu und liegt an einer Bucht mit langem Sandstrand, umgeben von einer etwa 20 Meter hohen Steilküste und einem Süßwassersee im Hinterland. Costinești liegt direkt an der Bahnstrecke Constanța–Mangalia.

## Geschichte
Bis 1878 war Costinești – wie die gesamte Dobrudscha – türkisch, hieß Mangear Punar, was auf Deutsch Büffelbrunnen bedeutet. Da es hauptsächlich von Deutschen besiedelt wurde, die aus Bessarabien eingewandert waren, wurde es auch Büffelbrunnen genannt. Unter diesem Namen entwickelte sich der Ort zum beliebten Urlaubsort der Siebenbürger Sachsen. In Büffelbrunnen spielt auch der gleichnamige Roman des Kronstädter Dichters Adolf Meschendörfer. Die Dobrudschadeutschen wurden 1940 umgesiedelt. Ursprünglich nur ein kleines Dorf, entwickelte sich Costinești wegen seines Sandstrandes zu einem beliebten Ferienort.
In kommunistischer Zeit war es vor allem als „Seebad der Jugend“ bekannt, mit preiswerten, staatlich subventionierten Bungalow-Unterkünften für Jugendliche und Studenten aus ganz Osteuropa.
In den 1990er Jahren setzte dann ein Bauboom ein; Villen, Ferienwohnungen, Pensionen, Hotels wurden erbaut, vor allem im nördlichen Teil des Ortes entlang der Steilküste Richtung Tuzla-Kap.
Wahrzeichen von Costinești ist das Schiffswrack Evangelia, ein Frachter, der in den 1960er Jahren nur wenige hundert Meter von der Küste entfernt auf Grund lief und seitdem vor sich hin rostet. Ein weiteres Symbol des Ortes war der Obelisk am Strand. Das Monument wurde jedoch bei einem schweren Unwetter im September 2005 zerstört. Die Überschwemmungen vernichteten auch mehrere Wohnhäuser und einen Teil des Strandes. Der Obelisk wurde zwischenzeitlich auch durch einen neuen identischen Aussehens ersetzt.